# District de Jarkaïn
Le  district de Jarkaïn (en kazakh : Жарқайың ауданы) est un district de l'oblys d'Aqmola au nord du Kazakhstan. 

## Géographie
Son centre administratif est la localité de Derjavinsk.

## Démographie
En 2013, le district a une population de 15 041 habitants.